# سينورية فلورنسا

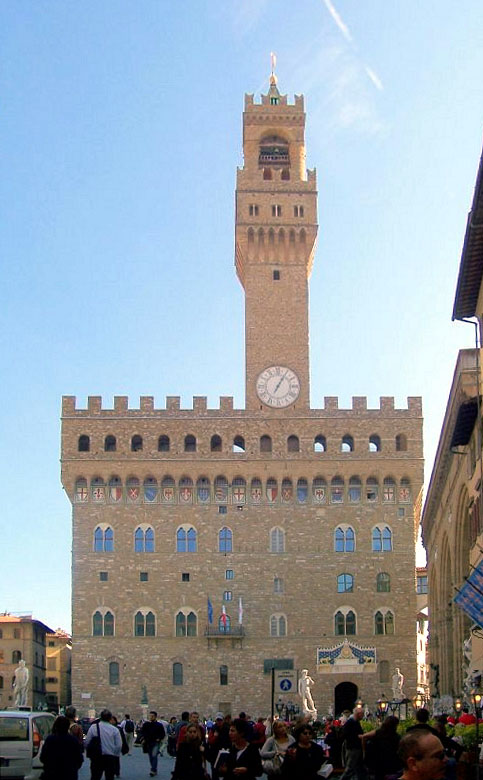

كانت سينورية فلورنسا حكومة في العصور الوسطى وعصر النهضة في فلورنسا. كان فيها تسعة أعضاء أطلق عليهم اسم البريوري، وكانوا يُختارون من طبقة نقابات المدينة: ستة منهم من النقابات الرئيسية، واثنين من النقابات الثانوية, والتاسع يكون غونفالونييري العدل.